# جاك ماير (لاعب كرة قاعدة)
جاك ماير (بالإنجليزية: Jack Meyer)‏ هو لاعب كرة قاعدة أمريكي، ولد في 23 مارس 1932 في فيلادلفيا في الولايات المتحدة، وتوفي في 9 مارس 1967.

## وصلات خارجية
- جاك ماير على موقع دوري كرة القاعدة الرئيسي (الإنجليزية)
- جاك ماير على موقعبيزبول رفرنس.كوم (الدوري الرئيسي) (الإنجليزية)
- جاك ماير على موقعبيزبول رفرنس.كوم (الدوري الثانوي) (الإنجليزية)
- جاك ماير على موقع إي إس بي إن.كوم (أم.أل.بي) (الإنجليزية)
- جاك ماير على موقع مشجعي الرسوم البيانية (الإنجليزية)